# Vila Alves
Vila Alves é um bairro rural (área urbana isolada) do município brasileiro de Cardoso, no interior do estado de São Paulo.

## História

### Formação administrativa
- Pedido para criação do distrito através de processo que deu entrada na Assembléia Legislativa do Estado de São Paulo no ano de 1958, mas como não atendia os requisitos necessários exigidos por lei para tal finalidade o processo foi arquivado[3].

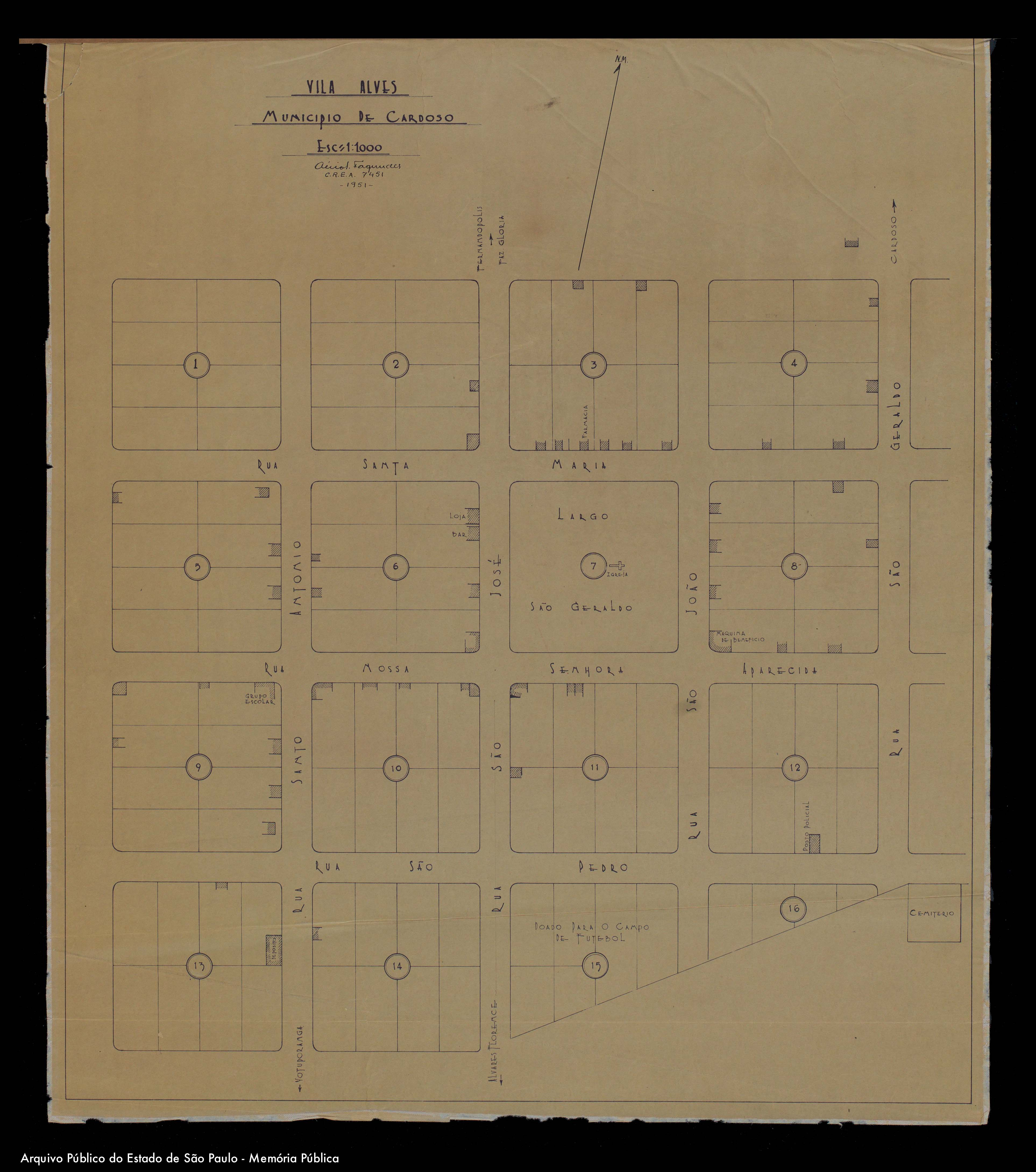
Planta da área urbana original.

## Geografia

### Demografia

#### População urbana
| Crescimento população urbana | Crescimento população urbana | Crescimento população urbana | Crescimento população urbana |
| Censo                        | Pop.                         |                              | %±                           |
| ---------------------------- | ---------------------------- | ---------------------------- | ---------------------------- |
| 1980                         | 327                          |                              | —                            |
| 1991                         | 540                          |                              | 65,1%                        |
| 2000                         | 405                          |                              | −25,0%                       |
| 2010                         | 372                          |                              | −8,1%                        |
| 2022                         | 287                          |                              | −22,8%                       |
| Fonte: IBGE e Fundação SEADE |                              |                              |                              |

Até o Censo 2010 (IBGE) Vila Alves era classificado pelo IBGE como área urbana isolada do distrito sede.

### Rodovias
O principal acesso ao bairro é a Rodovia Péricles Bellini (SP-461).

## Serviços públicos

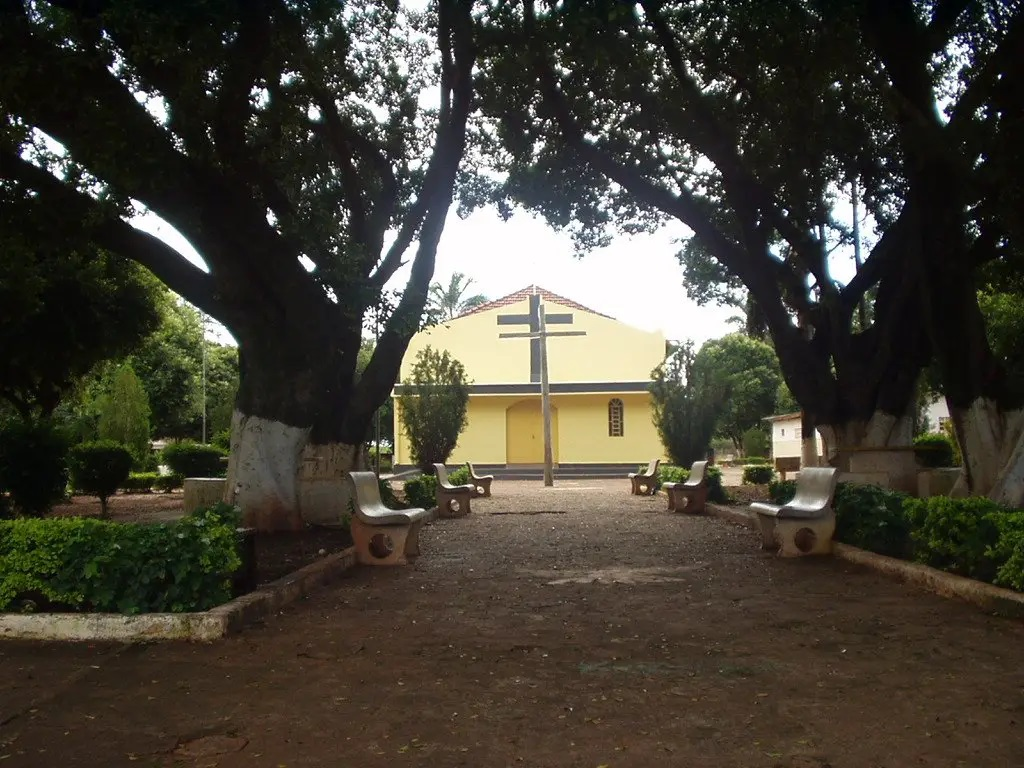
Praça.

### Educação
- EMEFEI Juliano Cangane

### Saneamento
O serviço de abastecimento de água é feito pela Companhia de Saneamento Básico do Estado de São Paulo (SABESP).

### Energia
A responsável pelo abastecimento de energia elétrica é a Neoenergia Elektro, antiga CESP.

## Religião
O Cristianismo se faz presente no bairro da seguinte forma:

### Igreja Católica
- A igreja faz parte da Diocese de Votuporanga[11].

### Igrejas Evangélicas
- Congregação Cristã no Brasil[12].